# Apostolis Anthimos

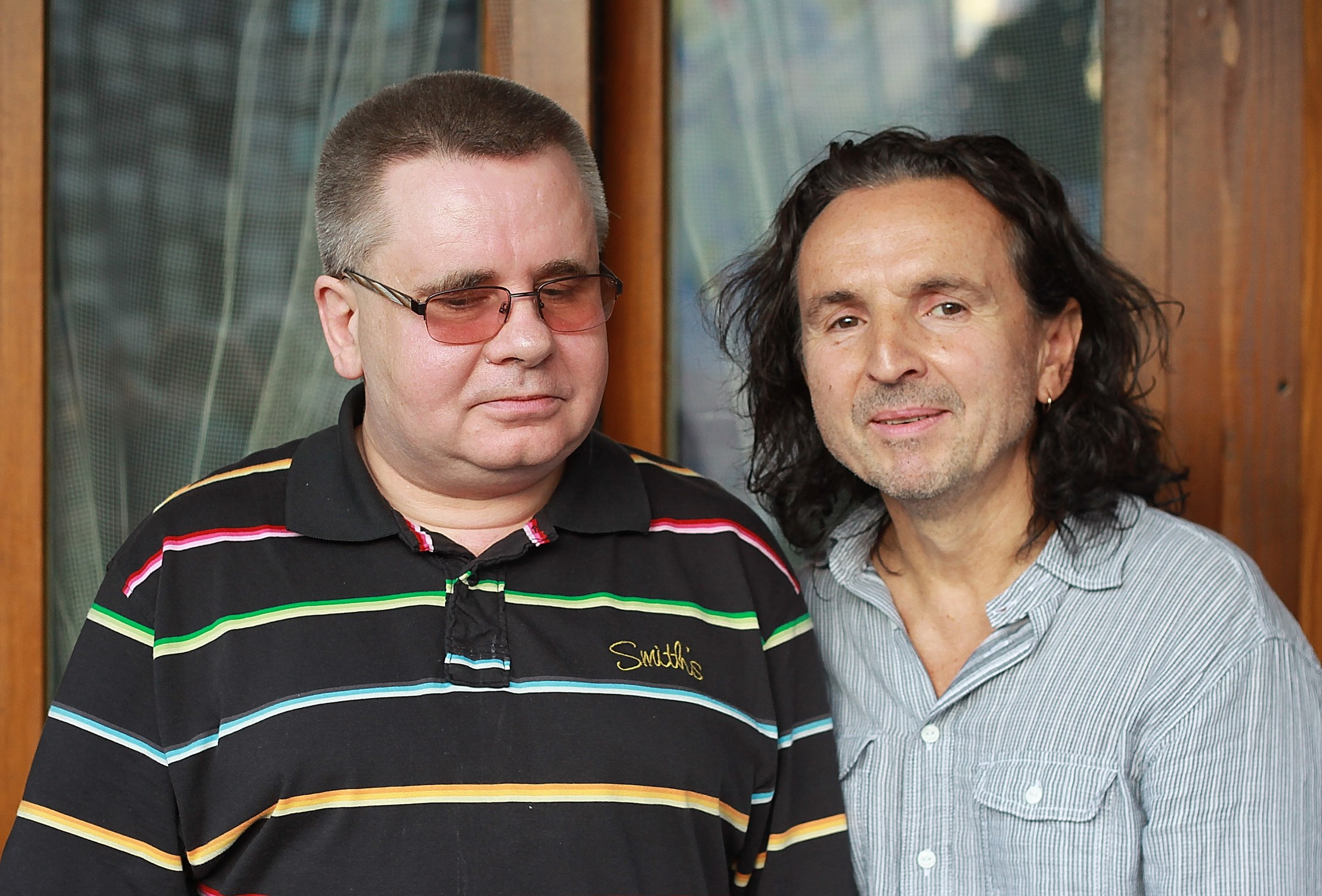
A. Anthimos i Janusz Skowron po koncercie w Bydgoszczy (2010)

Apostolis Anthimos właśc. Apostolos Anthimos, znany również jako Antymos Apostolis (ur. 25 września 1954 w Siemianowicach Śląskich) – polski kompozytor, multiinstrumentalista, m.in. gitarzysta rockowy i jazzowy.
Pochodzi z rodziny greckich imigrantów. Jego rodzice zamieszkali w Katowicach-Piotrowicach, niebawem przeprowadzili się na Koszutkę. Uczył się grać na banjo, a potem na gitarze 7-strunowej.

## Kariera

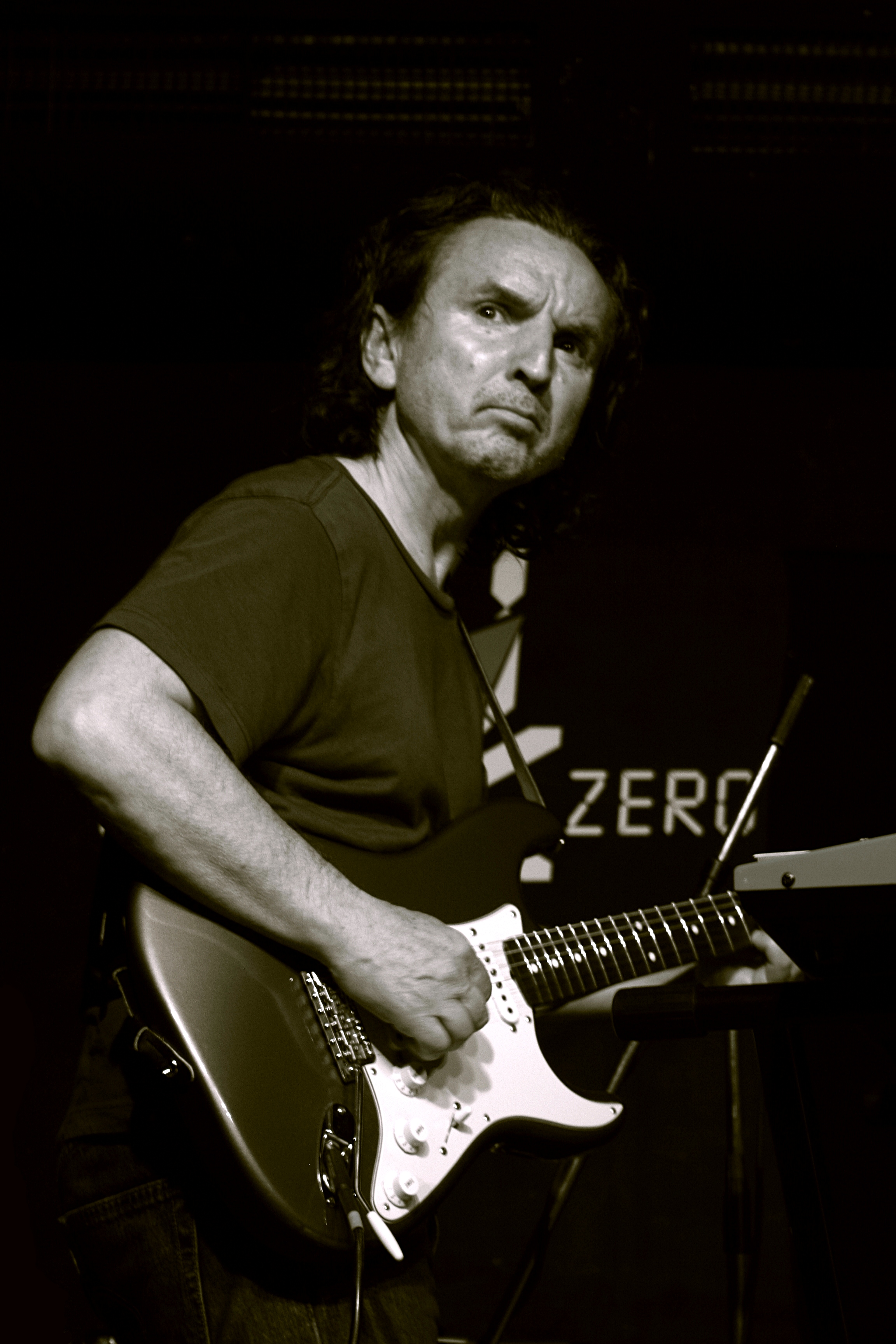
Apostolis Anthimos w Częstochowie (2011)

Zadebiutował w 1971 roku jako gitarzysta zespołu Silesian Blues Band (SBB). Już jako 17-latek, w ramach Grupy Niemen, wystąpił w 1972 roku na festiwalu Jazz and Rock Now otwierającym Igrzyska Olimpijskie w Monachium, grając obok takich znakomitości jak Charles Mingus oraz John McLaughlin i The Mahavishnu Orchestra.  W okresie tym towarzyszył też z Grupą Niemen w trasie koncertowej Jacka Bruce’a. Z SBB koncertował w kraju i za granicą (Węgry, Austria, NRD, RFN, Czechosłowacja, Dania, Szwecja, Holandia, Finlandia, Szwajcaria, Belgia, Rosja, Meksyk, USA, Kanada).
W latach 80 XX wieku współpracował jako gitarzysta z wieloma grupami muzycznymi (Dżem, Osjan, Krzak) oraz z trębaczem jazzowym Tomaszem Stańką.
W roku 1989 wyjechał do Grecji, gdzie również zajmował się muzyką. Współpracował ze znanymi muzykami greckimi (Vangelis Katsoulis, Jorgos Dalaras, Papadopoulos Thimios). Brał udział nie tylko w nagraniach, lecz także w trasach koncertowych, podczas których zjeździł niemal cały świat. Do Polski przyjeżdżał sporadycznie, głównie na zaproszenie Tomasza Stańki. Gdy w latach 90 XX w. zespół SBB reaktywował się, Apostolis Anthimos również miał w tym swój udział.
Współpracował z Johnem McLaughlinem oraz z Patem Methenym.
W XXI wieku znów zaczął szerzej działać w Polsce, m.in. współpraca z Marcinem Pospieszalskim, a także z Tomaszem Stańką. Założył też własne zespoły – Theatro z muzykami greckimi, Apostolis Anthimos Trio (z perkusistą Krzysztofem Dziedzicem i Robertem Szewczugą, grającym na gitarze basowej), Apostolis Anthimos Quartet, w którym grają Arild Andersen (pochodzący z Norwegii kontrabasista), Tomasz Szukalski i Krzysztof Dziedzic oraz Anthimos Skowron United z Januszem Skowronem. Występuje też gościnnie w zespołach EMPE3 i Drum Freaks. 
W 2017 otrzymała brązowy Medal „Zasłużony Kulturze Gloria Artis”
Obecnie mieszka w Bielsku-Białej.

## Wybrana dyskografia
Artysta ten ma na swoim koncie kilkanaście albumów nagranych z zespołem SBB, 4 albumy nagrane z Czesławem Niemenem, 6 z Tomaszem Stańką.
Uczestniczył też w nagraniach albumów muzyków zagranicznych m.in. Bob Lenox, Vangelis Katsoulis.
- 1973 Czesław Niemen Vol 1[3]
- 1973 Czesław Niemen Vol 2[4]
- 1981 Krzak – Ściepka
- 1983 Tomasz Stańko – C.O.C.X.
- 1984 Tomasz Stańko – Lady Go...
- 1987 Tomasz Stańko – Witkacy Peyotl / Freelectronic
- 1989 Tomasz Stańko – Chameleon
- 1994 Apostolis Anthimos – Days We Can't Forget[5]
- 1999 Apostolis Anthimos – Theatro Live[6]
- 2005 Tomasz Stańko – Wolność w sierpniu
- 2006 Kwadrat – Polowanie Na Leśniczego[7]
- 2006 Apostolis Anthimos – Back To The North[8]
- 2007 Józef Skrzek - Coda – mozaika brzmień
- 2008 Apostolis Anthimos – Miniatures[9]
- 2008 Tomasz Stańko – 1970-1975-1984-1986-1988
- 2014 Apostolis Anthimos – Theatro[10]
- 2014 Naxos  – Podróż Dookoła Mózgu[11]
- 2018 Apostolis Anthimos – Parallel Worlds
- 2021: Apostolis Anthimos – 50 (Live in NOSPR Katowice)
- 2023: Apostolis Anthimos Trias – Come Together[12]